# Joukovski (ville)
Pour les articles homonymes, voir Joukovski.
Joukovski (en russe : Жуковский) est une ville de l'oblast de Moscou, en Russie. Elle porte le nom du « père de l'aéronautique russe », Nikolaï Joukovski. Sa population s'élevait à 107 922 habitants en 2019. La ville possède sur son territoire un aéroport civil, l'aéroport de Joukovski, destiné principalement aux vols de tests et aux services de l'État.

## Géographie
Joukovski est située à 35 km au sud-est de Moscou, près de Ramenskoïe. 

## Histoire
La ville fut fondée en 1930 à l'emplacement d'un ancien groupe de datchas appelé Otdykh (en russe : Отдых, « le repos ») et porta tout d'abord le nom de Stakhanovo (Стаханово), du nom du célèbre  mineur Alexeï Stakhanov. En 1933, commença la construction de l'Institut central d'aérohydrodynamique (TsAGI). Elle reçut le statut de commune urbaine en 1938 puis celui de ville en 1947 et fut alors rebaptisée de son nom actuel.

## Population
Recensements (*) ou estimations de la population :
| 1939*  | 1959*  | 1970*  | 1979*  | 1989*   | 2002*   |
| ------ | ------ | ------ | ------ | ------- | ------- |
| 10 785 | 41 748 | 73 781 | 90 288 | 100 609 | 101 328 |

| 2010*   | 2013    | 2014    | 2015    | 2016    | 2017    |
| ------- | ------- | ------- | ------- | ------- | ------- |
| 104 736 | 106 872 | 107 552 | 107 815 | 108 427 | 108 980 |

## Centre aérospatial
L'aéroport de Joukovski est le plus important centre aérospatial de Russie. Du temps de l'Union soviétique, la ville était interdite aux personnes non autorisées en raison de l'importance de ses activités liées au domaine militaire. Elle reste le centre de recherche et de planification de l'aéronautique russe, possède plusieurs centres de contrôle et pistes d'envol, dont la plus grande d'Europe, qui mesure 5,4 km de longueur sur 120 m de largeur.
Joukovski abrite de nombreuses institutions importantes dans le monde de l'aéronautique :
- Institut central d'aérohydrodynamique TsAGI (Центральный аэрогидродинамический институт, ЦАГИ),
- Faculté d'aérodynamique Mikhaïl Gromov LII (Лётно-исследовательский институт имени М. М. Громова, ЛИИ),
- Bureaux d'études aéronautiques (OKB) MIG (Mikoyan-Gourevitch),
- Institut de recherche scientifique pour l'automatisation et la construction d'instruments NIIP (en russe : Научно-исследовательский институт имени В. В. Тихомирова, НИИП),
- Centre de formation des pilotes d'essai de MiG.

Elle accueille tous les deux ans le Salon international aérospatial de Moscou (MAKS).

## Personnalités liées
- Varvara Gracheva (2000), joueuse de tennis russe et française.